# Cantó de Tolosa-9
El cantó de Tolosa-9 és un cantó francès del departament de l'Alta Garona, a la regió d'Occitània. Està inclòs al districte de Tolosa, està format pel municipi de Ramonvila Sant-Agne i una part del municipi Tolosa de Llenguadoc.